# Prikraj Križevački
Prikraj Križevački – wieś w Chorwacji, w żupanii kopriwnicko-kriżewczyńskiej, w mieście Križevci. W 2011 roku liczyła 194 mieszkańców.